# Cronologia della storia di Barbados
Questa è una cronologia della storia di Barbados, che comprende importanti cambiamenti legali e territoriali ed eventi politici nelle Barbados e nei suoi Stati predecessori. Per leggere i retroscena di questi eventi, vedi Storia di Barbados. Vedi anche l'elenco dei governatori e primi ministri di Barbados.

## XVI secolo
| Anno         | Data        | Evento |
| ------------ | ----------- | --- |
| 1511         | 23 dicembre | Barbados appare per la prima volta sulle mappe spagnole e viene indicato dal re Ferdinando di Spagna come Los Barbudos (Barbados), insieme a Cobaco (Tobago) e Mayo (sconosciuto).                                                                             |
| 1512         | 3 luglio    | Re Ferdinando menziona che sulle isole di Los Barbudos, Dominica, Martino (Martinica), Santa Lucia, San Vincente, La Asunción (Grenada) e Tavaco (Tobago), alcuni indiani chiamati Caribe sono stati catturati a causa della loro resistenza al cristianesimo. |
| 1518         |             | La corona spagnola ordina al giudice Rodrigo de Figueroa di determinare quali aree della regione erano popolate dai Caribe. Successivamente, le isole ritenute non caraibiche furono: Trinidad, Lucaya (Bahamas), Barbados, Gigantes e Margarita.              |
| c. 1532-1536 |             | L'esploratore portoghese Pedro A. Campos scopre Barbados completamente disabitata; l'isola viene rivendicata dai portoghesi. |
| 1541         |             | Il commentatore spagnolo Alonza de Santa Cruz parla degli abitanti di Barbados al passato. |

## XVII secolo
| Anno | Data | Evento |
| ---- | --- | --- |
| 1620 | | Il capitano inglese Simon Gordon potrebbe aver fatto un breve sbarco alle Barbados. I portoghesi abbandonano le Barbados. |
| 1625 | | Courteen invia il capitano John Powell allo scopo di stabilire un insediamento permanente sull'isola, ma la nave torna in Inghilterra non essendo stata in grado di localizzare l'isola (fino al 1627). |
| 1625 | Courteen invia un secondo delegato dall'Inghilterra, guidato dal capitano Henry Powell (fratello di John Powell), sulla nave nota come William and John. | |
| 1625 | luglio | La nave mercantile di passaggio, "Olive Blossom" di proprietà del mercante inglese William Courteen (e guidata dal capitano di comando John Powell), sbarca a St. James Town ed erige una croce con l'iscrizione "per James K. di I. e quest'isola"; vengono lasciati anche altri oggetti personali prima della partenza per l'Inghilterra.                                          |
| 1627 | 17 febbraio | Ottanta coloni inglesi, con dieci schiavi africani (catturati in mare) a bordo della nave William and John sbarcano a St. James Town (fino al 20 febbraio). |
| 1627 | 25 febbraio | Il re inglese Carlo I dà a Courten, attraverso le lettere patenti reali, la proprietà e il titolo di proprietà su varie terre nelle Americhe meridionali (che Courten applica per rivendicare Barbados). |
| 1627 | 2 luglio | Carlo dà a James Hay, I conte di Carlisle, attraverse le lettere patenti reali la proprietà delle isole dei Caraibi che si trovano tra i dieci e venti gradi di latitudine. |
| 1628 | 5 luglio | Il conte Carlisle, rappresentato dal governatore Charles Wolferstone (delle Bermuda), stabilisce un insediamento e la capitale si sposta dall'insediamento di Courteen a St. James Town all'attuale località di Bridgetown. Sotto l'autorità del Wolverstone, il Governatore nomina un Consiglio composto dai principali proprietari terrieri per assisterlo nel governo dell'isola. |
| 1629 | | Le forze di servizio di Carlisle arrivano alle Barbados e arrestano il governatore di Courten. |
| 1629 | La colonia viene divisa in sei parrocchie originali. Viene ideato un quadro di sagrestie per il governo locale e le parrocchie vengono amministrate da proprietari terrieri eletti che hanno il potere di tassare e svolgere funzioni municipali di base, come la manutenzione delle strade. | |
| 1639 | | Il parlamento (la Camera dell'Assemblea allora nota come Casa dei Burgesses), tiene la sua prima riunione; è composto da sedici proprietari terrieri scelti dal Governatore. |
| 1640 | | Inizia la coltivazione dello zucchero sull'isola. |
| 1642 | | Guerra civile inglese: grande afflusso di parlamentari inglesi e monarchici sull'isola (fino al 1651). |
| 1642 | Il parlamento britannico invia una flotta per bloccare i porti di Barbados, l'isola si arrende a dicembre e accetta di riconoscere Carlo II come re (fino al 1651). | |
| 1645 | | La colonia viene nuovamente suddivisa in undici parrocchie, ciascuna con due rappresentanti alla Camera dell'Assemblea. |
| 1652 | 11 gennaio | La Carta delle Barbados (trattato di Oistins) viene firmata tra la gente del posto e la Corona, i cui articoli confermano l'Assemblea e la libertà di coscienza. |
| 1652 | La Camera e il Consiglio legislativo (braccio esecutivo del governo) iniziano a tenere sessioni separate. | |
| 1668 | 18 aprile | La rivista Bridgetown esplode, l'80% di Bridgetown (800 case) viene raso al suolo da un grande incendio. |
| 1671 | 3 ottobre | Il leader quacchero George Fox visita l'isola. |
| 1675 | Maggio | Prima ribellione degli schiavi. |
| 1660 | | Carlo II nomina cavalieri undici gentiluomini dei Barbados. I lavoratori a contratto bianchi (piccoli proprietari) vengono in gran parte sostituiti da schiavi neri dell'Africa occidentale (molti dell'odierno Ghana) (fino al 1680). |
| 1680 | | I lavoratori bianchi per lo più se ne vanno, in Carolina, (Charleston, Carolina del Sud) e in altre isole dell'India occidentale, in particolare la Giamaica. |
| 1682 | | La classe dei piantatori che producono zucchero diventa dominante. Si sposano con l'aristocrazia britannica e acquistano seggi in Parlamento. |

## XVIII secolo
| Anno | Data     | Evento |
| ---- | -------- | --- |
| 1733 |          | L'Harrison College (ex Harrison's Free School) viene fondato dal commerciante di Bridgetown Thomas Harrison. |
| 1745 |          | Il Codrington College (grammar school), che prende il nome dal defunto Christopher Codrington, viene fondato dalla Chiesa anglicana.                                                                                    |
| 1750 |          | Il pompelmo (Citrus Paradisi ), allora noto come "Albero da frutto proibito" viene (per la prima volta) registrato attraverso l'illustrazione in The Natural History of Barbados dal reverendo gallese Griffith Hughes. |
| 1751 | novembre | George Washington fa visita, facendo il suo unico viaggio fuori dalla terraferma americana (fino a dicembre). |
| 1795 |          | Il governo britannico istituisce una forza terrestre permanente nei Caraibi orientali, con sede a Barbados. |

## XIX secolo
| Anno | Data         | Evento |
| ---- | ------------ | --- |
| 1816 | 14-16 aprile | Rivolta di Bussa, la più grande rivolta di schiavi nella storia delle Barbados. |
| 1831 |              | Viene dato agli uomini privi di colore che soddisfano i requisiti di proprietà, il diritto di votare per i membri del Parlamento. |
| 1833 |              | Viene approvato lo Slavery Abolition Act del 1833 che pone fine alla pratica della schiavitù in tutto l'Impero britannico. |
| 1834 |              | La schiavitù stessa viene abolita e i discendenti degli africani schiavi e liberati, che costituiscono la maggior parte della popolazione delle Barbados, iniziano un processo di penetrazione nella società. Samuel Jackman Prescod diventa la prima persona di (parziale) discendenza africana a essere eletta in Parlamento. |
| 1835 |              | Viene costituita la Polizia. |
| 1861 | 29 marzo     | Introduzione dell'acqua corrente a Bridgetown. |
| 1867 |              | Viene costituita la polizia portuale. |
| 1875 |              | Le ribellioni (ora note come "rivolte della Confederazione") si verificano a causa degli sforzi della Corona Imperiale per stabilire un governo della colonia della corona composto da Barbados e Isole Sopravento (fino al 1876).                                                                                              |
| 1881 |              | Il Consiglio Esecutivo viene creato separato dalla Camera Alta da una legge del Parlamento locale. |
| 1882 |              | La forza di polizia portuale viene fusa con la forza di polizia di terra. |
| 1885 |              | Il tentativo di unire l'isola confederata con le Isole Sopravento viene abbandonato, la capitale delle Isole Sopravento si sposta a St. George, Grenada; e l'isola ripristina l'autogoverno. |

## XX secolo
| Anno | Data                                                                        | Evento |
| ---- | --------------------------------------------------------------------------- | --- |
| 1928 | Maggio                                                                      | Introduzione della St. Michael Girls School. |
| 1934 |                                                                             | Grantley Adams viene eletto nella Camera dell'Assemblea. |
| 1937 | Luglio                                                                      | Rivolte a Bridgetown. |
| 1938 | Marzo                                                                       | Formazione della Barbados Progressive League-BPL (successivamente Partito Laburista di Barbados).                                                                                        |
| 1944 |                                                                             | Le donne ottengono il diritto di voto. |
| 1946 |                                                                             | Elezioni: il Partito Laburista di Barbados, guidato da Grantley Adams diventa leader della maggioranza.                                                                                  |
| 1951 |                                                                             | Elezioni: prima elezione con il suffragio universale. |
| 1954 |                                                                             | Creazione del sistema "ministeriale" con un gabinetto e l'ufficio del premier. Grantley Adams viene nominato primo premier della colonia.                                                |
| 1955 |                                                                             | Viene costituito il Partito Laburista Democratico (guidato da Errol Barrow), come conseguenza di una separazione dal Partito Laburista di Barbados.                                      |
| 1956 |                                                                             | Elezioni: vinte dal Partito Laburista di Barbados, guidato da Grantley Adams. |
| 1958 | 3 gennaio                                                                   | Barbados si unisce ad altri dieci territori delle Indie occidentali britanniche per costituire la Federazione delle Indie Occidentali, guidata da Grantley Adams come primo ministro.    |
| 1960 | 31 maggio                                                                   | Il governo della Federazione delle Indie Occidentali collassa a causa di conflitti interni, Barbados ritorna all'autogoverno interno.                                                    |
| 1961 |                                                                             | Elezioni: vinte dal Partito Laburista Democratico, guidato da Errol Barrow che diventa premier.                                                                                          |
| 1961 | Barbados raggiunge il completo autogoverno interno.                         | |
| 1961 | 10 marzo                                                                    | Il porto di Bridgetown, costato EC$ 28 000 000, viene completato e aperto ufficialmente. La costruzione era cominciata nel 1956.                                                         |
| 1963 |                                                                             | L'Università delle Indie occidentali apre un campus locale al porto di Bridgetown prima di spostarlo a Cave Hill.                                                                        |
| 1964 |                                                                             | Il Consiglio Legislativo viene sostituito dal Senato. |
| 1964 | L'età del voto viene ridotta a 18 anni.                                     | |
| 1966 | 30 novembre                                                                 | Barbados (guidate da Errol Barrow come primo ministro) riceve l'indipendenza dal Regno Unito, in seguito all'Atto d'indipendenza di Barbados del 1966.                                   |
| 1969 |                                                                             | Viene fondato il Barbados Community College (BCC) dal governo di Barbados. |
| 1971 |                                                                             | La Camera dell'Assemblea passa a 24 circoscrizioni uninominali. |
|      | Elezioni: vinte dal Partito Laburista Democratico, guidato da Errol Barrow. | |
| 1972 | 2 maggio                                                                    | La Banca centrale locale viene fondata attraverso una legge del parlamento. |
| 1976 | 2 settembre                                                                 | Elezioni: vinte dal Partito Laburista di Barbados, guidato da J.M.G.M "Tom" Adams. |
| 1976 | 6 ottobre                                                                   | Il volo Cubana 455 viene bombardato poco dopo il decollo dall'Aeroporto di Bridgetown - Grantley Adams.                                                                                  |
| 1977 | 2 novembre                                                                  | Alla fine del Giubileo d'argento della Regina, il Concorde (G-BOAE) fa il suo viaggio inaugurale a Barbados; la regina Elisabetta fa il suo primo volo supersonico verso il Regno Unito. |
| 1979 | 31 marzo                                                                    | La United States Naval Facility (NAVFAC) chiude ufficialmente a Harrison's Point, St. Lucy dopo essere stata commissionata il 1º ottobre 1957.                                           |
| 1981 |                                                                             | La Camera dell'Assemblea passa a 27 circoscrizioni uninominali. |
| 1981 | 18 giugno                                                                   | Elezioni: vinte dal Partito Laburista di Barbados, guidato da J.M.G.M "Tom" Adams. |
| 1985 | 11 marzo                                                                    | Alla morte di J.M.G.M. "Tom" Adams, Harold Bernard St. John diventa il terzo primo ministro.                                                                                             |
| 1986 | 28 maggio                                                                   | Elezioni: vinte dal Partito Laburista Democratico, guidato da Errol Barrow. |
| 1989 | 8 marzo                                                                     | La Regina festeggia la ricorrenza del 350º anniversario della fondazione del Parlamento di Barbados (fino all'11 marzo).                                                                 |
| 1991 |                                                                             | Elezioni: vinte dal Partito Laburista Democratico, guidato da Erskine Sandiford. |
| 1991 | La Camera dell'Assemblea passa a 28 circoscrizioni uninominali.             | |
| 1994 |                                                                             | Elezioni: vinte dal Partito Laburista di Barbados, guidato da Owen Arthur. |
| 1999 |                                                                             | Elezioni: vinte dal Partito Laburista di Barbados, guidato da Owen Arthur. |

## XXI secolo
| Anno | Data        | Evento |
| ---- | ----------- | --- |
| 2003 |             | La Camera dell'Assemblea passa a 30 circoscrizioni uninominali. |
| 2003 | 21 maggio   | Elezioni: vinte dal Partito Laburista di Barbados, guidato da Owen Arthur. |
| 2003 | 30 agosto   | Il Concorde della British Airways effettua l'ultimo volo commerciale da Barbados a Londra. |
| 2005 | 29 marzo    | Una rivolta e un incendio scoppiano nella prigione di Glendairy causando il richiamo di personale militare dalle isole circostanti per reprimere la rivolta (fino al 30 marzo). |
| 2006 | 16 marzo    | La Corte di giustizia dei Caraibi emette la sua prima sentenza, riguardante un caso per diffamazione di Barbados – Rediffusion Service Ltd c. Asha Mirchandani Ram Mirchandani (McDonald Farms Ltd) . Il caso è la fine formale del rapporto di oltre 170 anni delle Barbados con il Comitato giudiziario del Consiglio Privato con sede a Londra. |
| 2007 | 4 marzo     | La Coppa del mondo di cricket si tiene nell'area delle Indie occidentali. Le Barbados ospitano molte delle partite di Warm Up e Super 8, così come la finale (fino al 28 aprile). |
| 2008 | 15 gennaio  | Elezioni: vinte dal Partito Laburista Democratico, guidato da David Thompson. |
| 2010 | 31 gennaio  | Il principe Harry del Regno Unito e il principe Seeiso del Lesotho ospitano l'evento di beneficenza di polo della Sentembale alle Barbados. |
| 2010 | 30 aprile   | Diverse nazioni della zona ospitano la Coppa del Mondo T20 maschile di cricket, incluse le finali tenutesi a Barbados (fino al 16 maggio). |
| 2010 | 3 settembre | Il negozio di Tudor Street, Campus Trendz, viene raso al suolo da una rapina efferata. Ciò porta a una giornata di lutto nazionale il 10 settembre. |
| 2011 | 25 giugno   | La storica Bridgetown e la sua guarnigione vengono dichiarate patrimonio dell'umanità dell'UNESCO. |
| 2011 | settembre   | Introduzione del Sixth Form nella St. Michael School e nella Christ Church Foundation School. |
| 2013 | febbraio    | Elezioni: vinte dal Partito Laburista Democratico, guidato da Freundel Stuart. |
| 2021 | 30 novembre | Abbandono della monarchia parlamentare in favore della repubblica parlamentare. Sandra Mason, precedentemente governatrice generale, diventa la prima presidente della nuova repubblica. |